# 日裔埃及人
日本人，是埃及的少數群體，多是日本企業派出的社員和他們的子女。根據2009年日本外務省報告，在2009年有1,051位日本人生活在埃及。

## 概觀
埃及的日本人多是鐵路工程師，受國際協力機構派遣到埃及首都開羅為開羅地鐵提供科技支援，而近畿車輛株式会社和東芝則提供零件和設計。還有一個日本考古學家團隊在埃及工作40多年。他們的一個主要項目是在大金字塔內部和外部進行雷達掃描，他們並在代赫舒爾和阿布西爾也進行了重要的工作。
在2011年埃及革命後多數日本人離開埃及，約470位日本國民乘搭日本外務省的緊急任務組安排的班機逃離日益騷亂的開羅。